# Rue Zacharie (Toulouse)
La rue Zacharie (en occitan : carrièra Zacàrias) est une voie de Toulouse, chef-lieu de la région Occitanie, dans le Midi de la France.

## Situation et accès
La rue Zacharie est une voie publique. Elle se trouve dans le quartier Matabiau, dans le secteur 1 - Centre.
La rue Zacharie rencontre les voies suivantes, dans l'ordre des numéros croissants :
1. Rue Roquelaine
2. Rue Job
3. Rue Alexandre-Falguière

## Origine du nom
La rue porte le nom d'un prophète juif Zacharie : peut-être faut-il y voir Zacharie, un des douze petits prophètes, auquel est attribuée la composition d' un des livres de la Bible. La rue Zacharie rencontre d'ailleurs la rue Job qui, si elle a été nommée d'après l'entreprise de Jean Bardou, dit JOB, n'en rappelle pas moins le nom du personnage biblique de Job, dont la vie et les épreuves sont évoquées par le livre du même nom.
Par ailleurs, l'actuelle rue Mirabeau, tracée vers 1870 dans le quartier de Guilheméry, porta également le nom de Zacharie. Elle changea de nom en 1887.

## Historique
La rue est aménagée en 1885. En 1890, le sol en est cédé au domaine public communal.